# تشارلز ديفيز
تشارلز ديفيز (بالإنجليزية: Charles Davies)‏ هو سياسي أسترالي، ولد في 13 مايو 1847، وتوفي في 1 فبراير 1921.